# Yuri Steklov

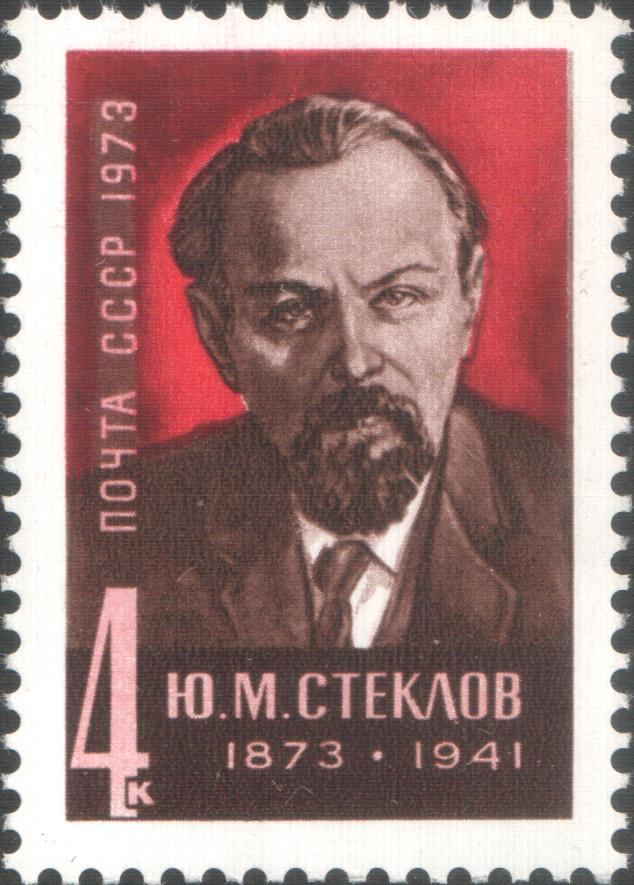
Yuri Steklov en un sello soviético de 1973.

Yuri Mijáilovich Steklov (en ruso: Юрий Михайлович Стеклов, nacido Ovshei Moiséyevich Najamkis, en ruso: Овший Моисе́евич Наха́мкис; Odesa, 15 de agostojul./ 27 de agosto de 1873greg.-15 de septiembre de 1941) fue un periodista, historiador y revolucionario ruso.
Se unió a la corriente bolchevique del Partido Obrero Socialdemócrata de Rusia en 1903. Editor de Izvestia, publicación del Sóviet de Petrogrado, formó parte del comité central del partido tras la Revolución rusa.  Escribió unas biografías de Mijaíl Bakunin y Aleksandr Herzen y comentarios sobre la obra de Karl Marx y Lenin. Detenido en febrero de 1938 durante la Gran Purga, falleció encarcelado. Se le rehabilitó póstumamente.

## Obras
- Michael Bakunin: ein Lebensbild, Stuttgart: J.H.W. Dietz, 1913
- A. J. Herzen: eine Biographie, Berlín: A. Seehof, 1920.
- History of the first International, Londres: M. Lawrence, 1928.